# Шенвјер
Шенвјер (фр. Chenevières) насеље је и општина у североисточној Француској у региону Лорена, у департману Мерт и Мозел која припада префектури Линевил.
По подацима из 2011. године у општини је живело 465 становника, а густина насељености је износила 102,42 становника/km². Општина се простире на површини од 4,54 km². Налази се на средњој надморској висини од 255 метара (максималној 284 m, а минималној 242 m).

## Демографија
| 1962. | 1968. | 1975. | 1982. | 1990. | 1999. | 2011. |
| ----- | ----- | ----- | ----- | ----- | ----- | ----- |
| 317   | 342   | 427   | 371   | 451   | 490   | 465   |

График промене броја становника у току последњих година